# Södra Sunderbyn
Södra Sunderbyn est une localité de la commune de Luleå dans le comté de Norrbotten en Suède.
Sa population était de 3 122 habitants en 2019.